# Szitkamosze
Szitkamosze vagy Ahmesz-Szitkamosze hercegnő-királyné az ókori egyiptomi XVII.-XVIII. dinasztia idején. Valószínűleg Kamosze fáraó leánya, neve ugyanis épp ezt jelenti. (Másik neve, az Ahmesz jelentése: „a Hold gyermeke”, igen gyakori név volt a királyi családban ebben az időben.)

## Élete
I. Jahmesz fáraó, aki nagybátyja vagy unokatestvére lehetett, feltehetőleg feleségül vette, Szitkamosze címei ugyanis „a király leánya” és „a király testvére” mellett tartalmazzák „a király felesége” címet is. Viselte továbbá „az isten felesége” címet is, de ezt, úgy tűnik, csak halála után kapta meg. Mások I. Amenhotep testvér-feleségének tartják; a Ramesszeumban talált sztélén mellette jelenik meg.

## Múmiája
Szitkamosze múmiáját 1881-ben a DB320-as sírban találták meg, ahová több királyi múmiát is költöztettek később a sírrablók elől; testét egy Pediamon nevű, a XXI. dinasztia idején élt férfi koporsójába helyezték. Ma a kairói Egyiptomi Múzeumban található. Gaston Maspero bontotta ki 1886. június 19-én. Vizsgálata alapján Szitkamosze harminc év körül járhatott halálakor; G. E. Smith leírása alapján erős testalkatú, szinte férfias megjelenésű nő volt. A múmiában a sírrablók kárt tettek.
Címei: Nagy királyi hitves (ḥm.t-nỉswt wr.t), A király felesége (ḥm.t-nỉswt), A király lánya (z3.t-nỉswt), A király nővére (zn.t-nỉswt), Az isten felesége (ḥm.t-nṯr).

## Külső hivatkozások
- Múmiája[halott link]